# فرنسيسكو رودريغيز بارينتوس
فرنسيسكو رودريغيز بارينتوس (بالإسبانية: Francisco Rodríguez Barrientos)‏ هو عالم اجتماع كوستاريكي، ولد في 1956.